# Hatumia zapateri
Hatumia zapateri is een slakkensoort uit de familie van de Trissexodontidae. De wetenschappelijke naam van de soort is voor het eerst geldig gepubliceerd in 1870 door Hidalgo.